# Manfred Bauer (Fußballspieler)
Manfred Bauer (* 4. März 1932; † 5. März 2014) war ein deutscher Fußballspieler. Für den SC Rotation Leipzig spielte er von 1954 bis 1963 in der DDR-Oberliga, der höchsten Spielklasse im DDR-Fußball. Er war mehrfacher B-Nationalspieler.

## Sportliche Laufbahn
Seine Fußballerkarriere begann Manfred Bauer als Schüler 1941 bei der TG Stötteritz. Sofort nach dem Ende des Zweiten Weltkriegs schloss er sich der neu gegründeten Sportgemeinschaft Stötteritz an, bei der er bis 1949 aktiv war. Danach wechselte er zur neu entstandenen Betriebssportgemeinschaft (BSG) Erich Zeigner Leipzig (später BSG Einheit Ost umbenannt), wo er in der Saison 1951/52 in der zweitklassigen DDR-Liga seine drei ersten Spiele in der 1. Männermannschaft bestritt. Dort tauchte er bis 1954 nicht mehr auf, erst als während der Saison 1954/55 die inzwischen in die DDR-Oberliga aufgestiegene BSG Einheit Ost in den neuen SC Rotation Leipzig aufging, bestritt Bauer auch die ersten sieben Oberligaspiele für den Leipziger Sportclub, die er alle in der Rückrunde der Saison absolvierte. In der Spielzeit 1956 (Kalenderjahr-Rhythmus) war er mit 25 Einsätzen bei 26 absolvierten Punktspielen als linker Verteidiger bereits Stammspieler. Bauer blieb als Außenverteidiger bis 1960 in der Stammelf des SC Rotation.
Zwischen 1956 und 1960 wurde Bauer auch in sechs Spielen der Leipziger Stadtauswahl im internationalen Messestädte-Pokal eingesetzt. Ebenfalls 1956 wurde er in den Kader der B-Nationalmannschaft berufen, für die er bis 1959 acht Länderspiele bestritt.
Auch in der Spielzeit 1961/62, die wegen des Wechsels zurück zur Sommer-Frühjahr-Saison über 39 Spieltage ging, stand er vom 2. bis zum 13. Spieltag ohne Unterbrechung in der Oberligamannschaft, konnte danach wegen einer Verletzung aber bis zum Saisonende nicht mehr eingesetzt werden. Nach zwei Oberliga-Einsätzen am 17. und 18. Spieltag der Saison 1962/63 beendete Bauer seine Laufbahn als Leistungssportler, in der für den SC Rotation Leipzig innerhalb von acht Spielzeiten 140 Meisterschaftsspiele in der DDR-Oberliga bestritten und dabei als Abwehrspieler auch drei Tore erzielt hatte.